# Reflex d'estirament
El reflex osteotendinós (o reflex d'estirament [muscular] o reflex miotàtic) és un reflex que provoca una contracció muscular en resposta a l'estirament d'un múscul. En general, es creu que la funció del reflex és mantenir el múscul a una longitud constant, però la resposta sovint es coordina entre diversos músculs i fins i tot articulacions. El terme "reflex tendinós profund" sovint és erròniament utilitzat per molts treballadors sanitaris i estudiants per referir-se a aquest reflex. "Els tendons tenen poc a veure amb la resposta, a part de ser els responsables de transmetre mecànicament l'estirament sobtat del múscul (per exemple, en ser colpejat el tendó pel martellet de reflexos). A més, alguns músculs amb reflexos d'estirament no tenen tendons (p. ex. el múscul masseter)".
Com a exemple de reflex osteotendinós, és el resultant d'una resposta ràpida que implica un senyal aferent a la medul·la espinal i un senyal eferent cap al múscul. El reflex d'estirament pot ser un reflex monosinàptic que proporciona una regulació automàtica de la longitud del múscul esquelètic, per la qual cosa el senyal que entra a la medul·la espinal ve d'un canvi en la longitud del múscul i de la velocitat d'aquest canvi. També pot incloure un component polisinàptic, com en el reflex d'estirament tònic.
Quan un múscul s'allarga, el fus muscular s'estira i la seva activitat nerviosa augmenta. Això augmenta l'activitat de la motoneurona alfa, fent que les fibres musculars es contraguin i així resisteixin l'estirament. Un conjunt secundari de neurones també fa que el múscul contrari es relaxi.
Les motoneurones gamma regulen la sensibilitat del reflex d'estirament apretant o relaxant les fibres dins del fus. Hi ha diverses teories sobre què pot desencadenar que les motoneurones gamma augmentin la sensibilitat del reflex. Per exemple, la "coactivació alfa-gamma" pot mantenir els fusos tensos quan es contrau un múscul, conservant la sensibilitat del reflex d'estirament fins i tot quan les fibres musculars es fan més curtes. En cas contrari, els fusos quedarien fluixos i el reflex deixaria de funcionar.
Aquest reflex té la latència més curta de tots els reflexos espinals, inclòs el reflex del tendó de Golgi i els reflexos mediats pel dolor i els receptors cutanis.